# کارلو لوئیجی اسپگاتسینی
کارلو لوئیجی اسپگاتسینی (ایتالیایی: Carlos Luigi Spegazzini؛ ۲۰ آوریل ۱۸۵۸ – ۱ ژوئیهٔ ۱۹۲۶) یک گیاه‌شناس اهل ایتالیا بود.